# Blandina de Lyon
Santa Blandina (162 - 2 de junho de 177) foi uma virgem e mártir do Cristianismo, que viveu na França no século II e morreu na perseguição ordenada pelo imperador romano Marco Aurélio.

## Biografia
Blandina era uma jovem escrava da cidade de Lião, atual França. Como dito na História Eclesiástica de Eusébio de Cesareia, ela foi presa em 177, aos quinze anos, sob ordem do imperador Marco Aurélio por se declarar cristã.
Suportou a tortura, afirmando sua fé diante de seus executores, repetindo a frase "Sou cristã". Ela foi torturada em uma grelha antes de ser atirada para um touro e, por fim, espancada e morta. Isso ocorreu em 2 de junho de 177. [carece de fontes?]